# Amphiesma metusia
Amphiesma metusia là một loài rắn trong họ Colubridae. Loài này được Inger, Zhao, Shaffer & Wu mô tả khoa học đầu tiên năm 1990.